# Еспен Стоккеланд
Еспен Стоккеланд (норв. Espen Stokkeland, 4 липня 1968) — норвезький яхтсмен.
Бронзовий призер Олімпійських Ігор 2000 року в класі Солінґ, учасник 1996 року.